# Dolichopus accidentalis
Dolichopus accidentalis är en tvåvingeart som beskrevs av Harmston och Frank Hall Knowlton 1941. Dolichopus accidentalis ingår i släktet Dolichopus och familjen styltflugor.
Artens utbredningsområde är Colorado. Inga underarter finns listade i Catalogue of Life.